# Distrito de San Mauricio
El distrito de San Mauricio (en francés district de Saint-Maurice) es uno de los 14 distritos del cantón del Valais, ubicado al occidente del cantón, con una superficie de 185,6 km².

## Geografía
El distrito de San Mauricio se encuentra situado en la región del Bajo Valais (Bas-Valais/Unterwallis), en parte sobre el Chablais valesano. Limita al norte con el distrito de Aigle (VD), al este con Martigny, al suroeste con el departamento de Alta Saboya (FRA-V) y al noroeste con el distrito de Monthey.

## Comunas
| Distrito de San Mauricio | Distrito de San Mauricio | Distrito de San Mauricio |
| Comunas                  | Población (31.12.2008)   | Superficie km²           |
| ------------------------ | ------------------------ | ------------------------ |
| Collonges                | 526                      | 12.3                     |
| Dorénaz                  | 677                      | 12.6                     |
| Evionnaz                 | 1045                     | 48.0                     |
| Finhaut                  | 337                      | 22.8                     |
| Massongex                | 1492                     | 6.6                      |
| Mex                      | 141                      | 2.9                      |
| San Mauricio             | 4013                     | 7.0                      |
| Salvan                   | 1092                     | 53.4                     |
| Vernayaz                 | 1766                     | 5.7                      |
| Vérossaz                 | 564                      | 14.3                     |
| Total (10)               | 11 653                   | 185.6                    |